# صموئيل إلبيرت
صموئيل إلبيرت هو سياسي أمريكي، ولد في 1740 في سافانا في الولايات المتحدة، وتوفي في 1 نوفمبر 1788 في مقاطعة تشاثام في الولايات المتحدة. انتخب حاكم جورجيا ‏.